# Nästäppa
Nästäppa innebär svårigheter att andas genom näsan, oftast kombinerat med snuva. Uppkommer ofta vid förkylning, influensa, allergi och andra retningar på luftvägarna.
Nästäppa kan i de flesta fall lindras med nässpray. Men också orsakas av densamma. Nästäppa kan nämligen orsakas av fler än 3 dagars användning av nässpray eller näsdroppar som köpts receptfritt, men kan utöver ovanstående orsaker även orsakas av nasala polyper, graviditet och vasomotorisk rinit.
Flera läkemedel kan även orsaka nästäppa som biverkning, bl.a. antidepressiva läkemedel (både tricykliska antidepressiva och SSRI-preparat), sömnmediciner och blodtryckssänkande läkemedel som ACE-hämmare.